# Jean Roberts
Jean Evelyn Roberts (ur. 18 sierpnia 1943 w Geelong, zm. 17 września 2024) – australijska lekkoatletka, specjalistka rzutu dyskiem i pchnięcia kulą, zdobywczyni pięciu medali w pchnięciu kulą oraz w rzucie dyskiem podczas igrzysk Wspólnoty Narodów, olimpijka.

## Kariera sportowa
Zdobyła srebrny medal w pchnięciu kulą na igrzyskach Imperium Brytyjskiego i Wspólnoty Brytyjskiej w 1962 w Perth, przegrywając jedynie z Valerie Young z Nowej Zelandii, a wyprzedzając Suzanne Allday z Anglii. Na kolejnych igrzyskach Imperium Brytyjskiego i Wspólnoty Brytyjskiej w 1966 w Kingston zdobyła srebrny medal w rzucie dyskiem (za Young, a przed Carol Martin z Kanady) oraz zajęła 4. miejsce w pchnięciu kulą(. Zajęła 16. miejsce w rzucie dyskiem na igrzyskach olimpijskich w 1968 w Meksyku. Zwyciężyła w rzucie dyskiem i zajęła 4. miejsce w pchnięciu kulą na igrzyskach Konferencji Pacyfiku w 1969 w Tokio.
Zdobyła srebrny medal w rzucie dyskiem (za Rosemary Payne ze Szkocji, a przed Carol Martin) i brązowy medal w pchnięciu kulą (za Mary Peters z Irlandii Północnej i Barbarą Poulsen z Nowej Zelandii) na igrzyskach Brytyjskiej Wspólnoty Narodów w 1970 w Edynburgu. Na kolejnych igrzyskach Brytyjskiej Wspólnoty Narodów w 1974 w Christchurch ponownie wywalczyła brązowy medal w pchnięciu kulą, przegrywając z Jane Haist z Kanady i Valerie Young, a w rzucie dyskiem zajęła 4. miejsce(.
Jean Roberts była mistrzynią Australii w pchnięciu kulą osiem razy z rzędu od 1962/1963 do 1969/1970 oraz wicemistrzynią w tej konkurencji w 1961/1962. Była również mistrzynią swego kraju w rzucie dyskiem w 1964/1965, 1966/1967, 1967/1968 i 1968/1969 oraz wicemistrzynią w 1965/1966. Zwyciężyła również w mistrzostwach Wielkiej Brytanii (WAAA) w pchnięciu kulą w 1971 i 1972 oraz w mistrzostwach Stanów Zjednoczonych (AAU) w rzucie dyskiem w 1973 i 1975.
Sześć razy poprawiała rekord Australii w pchnięciu kulą do rezultatu 16,38 m, uzyskanego 9 kwietnia 1972 w Birmingham. Była również pięciokrotną rekordzistką swego kraju w rzucie dyskiem do wyniku 55,91 m (15 stycznia 1974 w Melbourne).

## Rodzina
Jej starsza siostra Val Roberts (ur. w 1938) była gimnastyczką, dwukrotną olimpijką z 1960 i 1964.